# Chiesa della Beata Vergine delle Grazie (Gavello)
La chiesa della Beata Vergine delle Grazie è un edificio religioso sito al centro dell'abitato di Gavello, in provincia di Rovigo, e dedicata alla Madonna delle Grazie, uno degli appellativi con cui la Chiesa cattolica venera Maria, la madre di Gesù. Nella suddivisione territoriale della chiesa cattolica, è collocata nel vicariato di Villadose a sua volta parte della diocesi di Adria-Rovigo, ed è sede parrocchiale e arcipretale.
Edificata all'inizio del XVIII secolo in sostituzione della precedente chiesa parrocchiale del paese, forse del XV secolo, a sua volta edificata probabilmente sui ruderi della chiesa abbaziale di Santa Maria di Gavello, distrutta in epoca medioevale dalle alluvioni della zona, sorge con orientamento est-ovest sulla piazza principale.

## Storia
L'edificazione dell'attuale chiesa risale agli anni dieci del XVIII secolo, su iniziativa della popolazione locale e della famiglia Foscari che qui risiedeva, e si deve all'esigenza di poter concedere ai fedeli di un edificio più capiente e decoroso.

### Le origini
L'abitato era precedentemente già servito nelle funzioni religiose da una prima chiesa, o cappella, dell'importante abbazia di Santa Maria di Gavello, fondata dai benedettini nell'allora territorio amministrato dalla diocesi di Ravenna e citata già nel IX secolo. Negli anni il territorio subì più volte esondazioni che minarono la stabilità della struttura dell'abbazia ma solo dopo la rotta di Ficarolo del 1152 ne iniziò il lento ma costante declino costringendo i monaci a lasciare Gavello per trasferirsi più a sud, a Canalnovo. Nel 1281 il convento subesse debeat alla giurisdizione della diocesi di Adria e oltre un secolo più tardi il vescovo Giacomo degli Obizzi trasformò, nel 1425, l'abbazia in commenda.
L'incuria del tempo e l'abbandono della struttura ne determinarono la progressiva distruzione e all'inizio del XVII secolo dell'antica abbazia era sopravvissuta solo una chiesa, modesta nell'aspetto e probabilmente già una ricostruzione dell'edificio originale minato dalle alluvioni del vicino fiume Po. Questa ottenne lo status di parrocchia nel 1514 sulla quale esercitarono per quasi quattro secoli il diritto di giuspatronato, inizialmente da parte di Zuanne (Giovanni) Gilioli, figlio del conte Battista Gilioli della nobiltà ferrarese, e della sua discendenza, poi passata alla nobiltà veneziana dei Foscari, dei Gradenigo fino al conte Filippo Nani Mocenigo. Dal resoconto della visita pastorale effettuata dal monsignor Ferretti nel 1536 si desume che era ancora nota il titolo di Ecclesia Parochialis Abbatiae S.Mariae De Gavello, mentre in una successiva, quella del 1603 ad opera del vicario Peroto, questi la descrisse come dotata di tre altari, il maggiore e gli altri dedicati a san Pietro e alla Beata Vergine Maria, priva di campanile, citato solo nella visita del vescovo Agliardi del 1659, e in grande povertà e abbandono.

### L'attuale costruzione

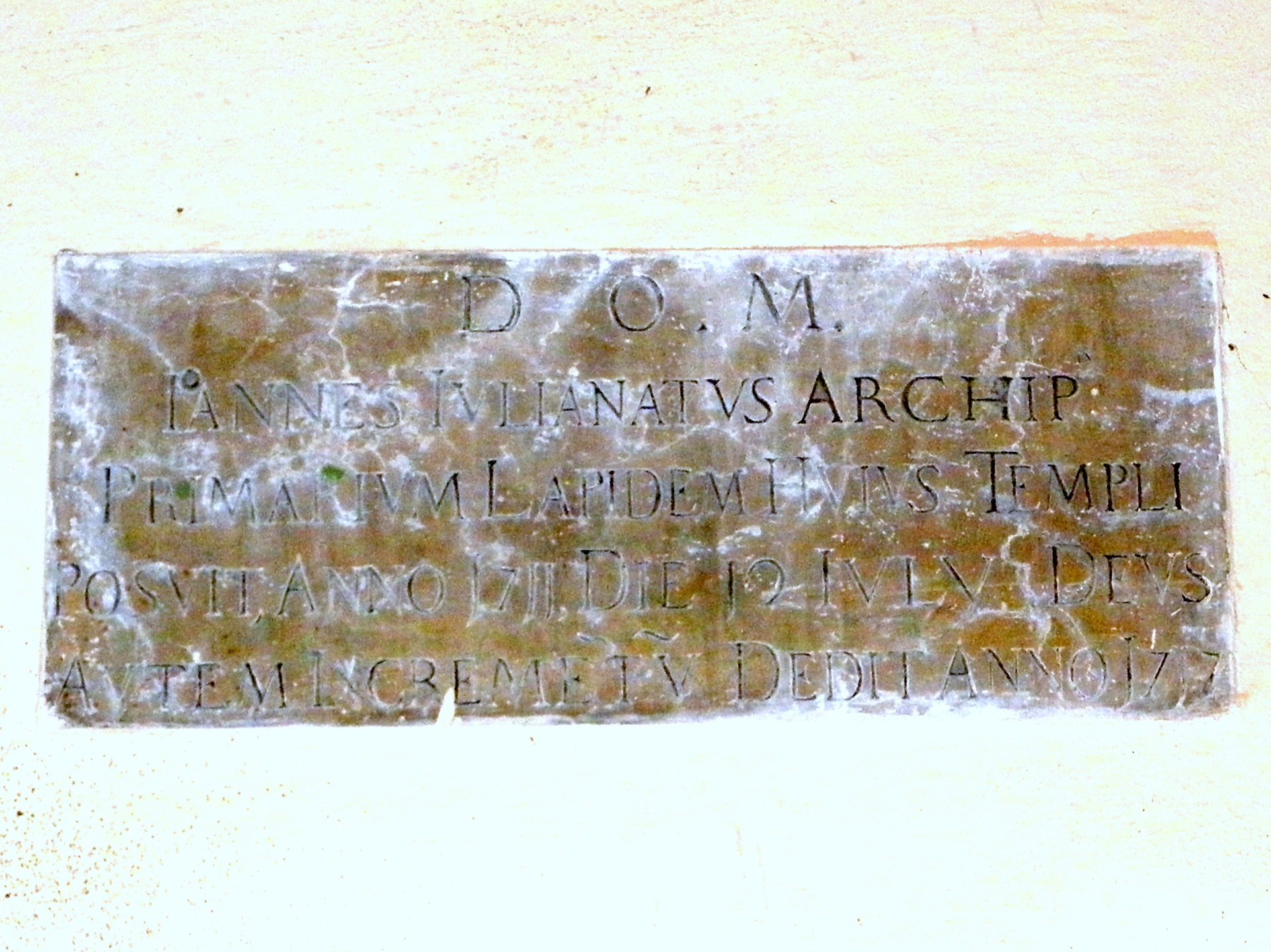
La lapide in lingua latina che ricorda la posa della prima pietra.

Sempre più fatiscente e inadatta ad accogliere l'aumentata popolazione di fedeli della zona, all'inizio del XVII secolo giunse la decisione, in accordo con la popolazione e l'allora giuspatrono, la famiglia Foscari, della costruzione di una nuova chiesa, più capiente e di aspetto più decoroso, alla cui impresa concorse con generosità anche la popolazione. La prima pietra fu posta nel 1711, benedetta dall'allora arciprete Giulianati, e la costruzione si protrasse per altri sei anni, aprendo al culto nel 1717, così come ricordato dalle lapidi murate all'interno dell'edificio.
Per la consacrazione si dovette attendere altri sessant'anni, officiata dal vescovo Arnaldo Speroni degli Alvarotti nel 1787 e per il definitivo completamento dell'opera altri cinque anni, con la facciata portata a termine nel 1792. Si suppone che l'erezione del campanile, sorto sul lato sud della chiesa, risalga allo stesso periodo.

## Descrizione
L'edificio, con pianta a navata unica, sorge con l'usuale orientamento est-ovest affacciato alla piazza principale, intitolata al XX settembre, data della presa di Roma, assieme a palazzo Grimani, ora sede dell'amministrazione comunale, e al lato settentrionale del palazzo Gradenigo Mocenigo. Del complesso fa parte anche la canonica, in continuità con la facciata, e il campanile, entrambi addossati al lato destro della chiesa.

### Esterno

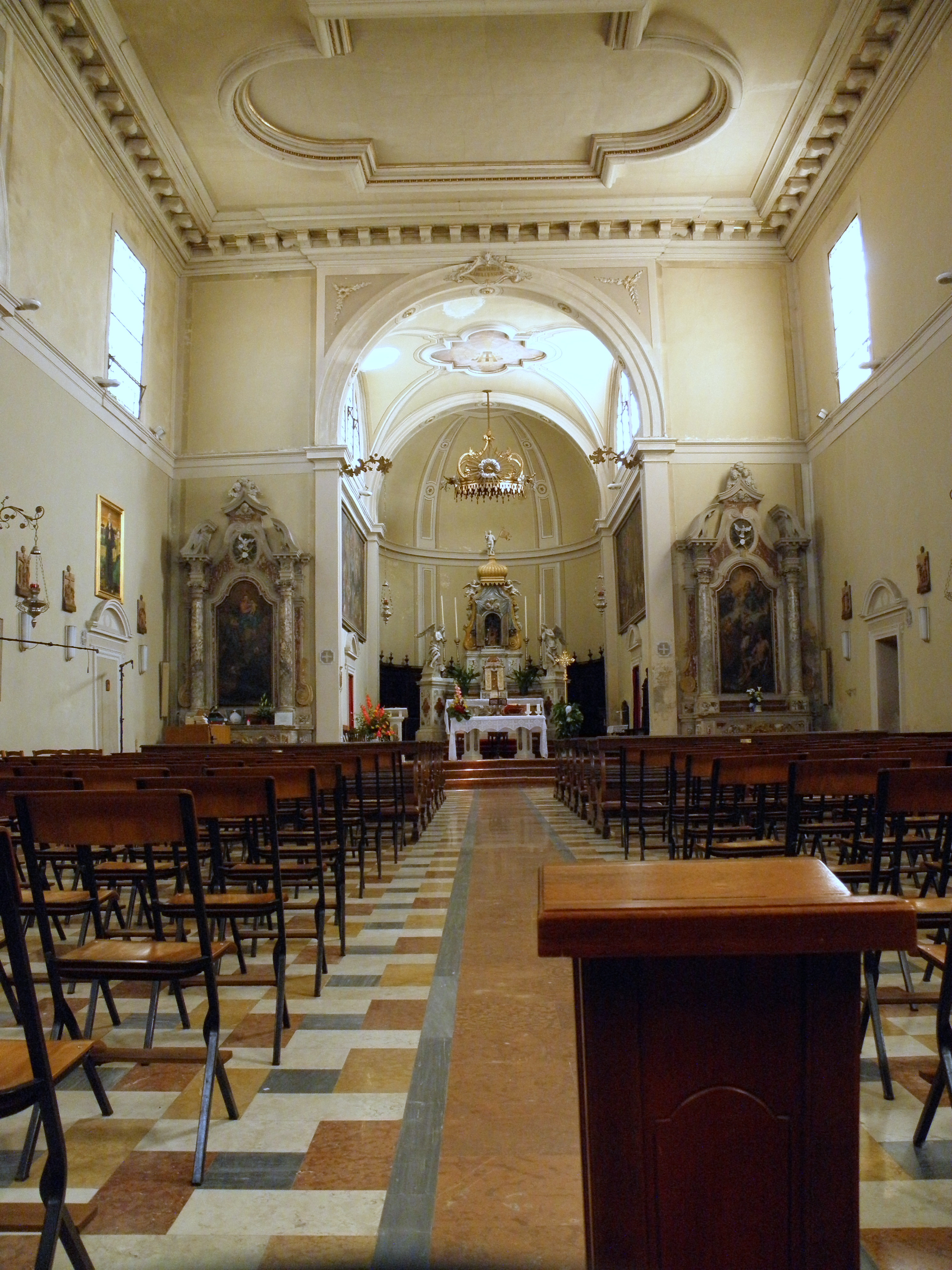
L'interno della chiesa.

La facciata, preceduta da un ampio sagrato e realizzata in laterizio intonacato, è di impostazione neoclassica, caratterizzata dalla presenza di quattro lesene doriche poggiate su alti basamenti che la dividono in tre parti. La centrale integra il sobrio portale a tutto sesto, sormontato da una trabeazione in aggetto e, più in alto, da una nicchia occupata da una statua di san Pietro da Verona, mentre nelle laterali sono poste, nella parte alta, due finestroni rettangolari, anche questi sormontati da trabeazioni in aggetto. La parte superiore è completata da un frontone triangolare dotato di semplice cornice, al centro del quale è presente un piccolo rosone circolare, al di sopra del quale si elevano ai lati due pinnacoli a vaso e al colmo una croce in ferro battuto.

### Interno
L'interno accoglie cinque altari. Il maggiore, realizzato in marmo di Carrara, è posto nel presbiterio; completato da una nicchia sopra il tabernacolo che accoglie un'immagine di Madonna col Bambino in stucco, proveniente dalla precedente chiesa benedettina.
Il presbiterio è a pianta quadrata, rialzato rispetto al piano della chiesa e accessibile tramite tre gradini in marmo rosso, coperto da una volta a crociera con costoloni in stucco a vista, e precede l'abside, tripartita da lesene e coperta da volta a catino. Qualche fonte indica quest'ultima come la parte, assieme alla base del campanile, del precedente complesso.
Altri due altari, più modesti nelle dimensioni, sono collocati ai lati del presbiterio, e dedicati quello a sinistra a san Beda, quello a destra a san Sebastiano, entrambi arricchiti da pale di buona fattura.
Gli ultimi due, entrambi di gusto tipicamente barocco, sono addossati ai lati della navata, inseriti alti archi a tutto sesto. Quello a sinistra è dedicato a san Pietro martire (o da Verona), dove è presente una statua del santo, quello a destra, dedicato alla Madonna del Carmine, accoglie la pala della Madonna in gloria con Bambino e dei santi Francesco di Paola, Domenico e Francesco Saverio, dipinto ad olio su tela opera del veneziano Francesco Fontebasso.
Il soffitto è sorretto da mensoloni con volute che corrono lungo tutto il perimetro della navata. Al di sotto dei finestroni corre una cornice modanata in leggero aggetto.